# Turcolana steinitzi
Turcolana steinitzi is een pissebed uit de familie Cirolanidae. De wetenschappelijke naam van de soort is voor het eerst geldig gepubliceerd in 1961 door Hans Strouhal.